# Stephanopis colatinae
Stephanopis colatinae är en spindelart som beskrevs av Soares 1946. Stephanopis colatinae ingår i släktet Stephanopis och familjen krabbspindlar. Inga underarter finns listade i Catalogue of Life.